# Johan Kristoffersen
Johan Kristoffersen (ur. 9 lipca 1889, zm. 22 stycznia 1953) – norweski kombinator i biegacz narciarski uczestniczący w zawodach w latach 1910–1914. Zdobył medal Holmenkollen w 1914.